# Коновалов, Эдуард Гаврилович
Эдуа́рд Гаври́лович Конова́лов — русский поэт, переводчик, историк искусства.

## Биография
Родился 23 января 1936 на Ставрополье. Окончил Московский институт иностранных языков (1958) и Высшую партийную школу (1977). Член Союза писателей России.

### Сборники стихов
- «Выбор» (М., 1997)
- «Разнотравье» (М., 1998)
- «Листопады» (М., 1999)
- «Изборник» (М., 2001)
- «Распутица» (М., 2003)
- «Годы» (М., 2005).

### Подборки стихов в антологиях
- «Я помню чудное мгновенье» (М., 2000)
- «Душа России» (М., 2004)
- «Академии поэзии 2004».

### Отзывы
- А. Русакова, Над страной листопад, «Лит. Россия», № 27, 6 июля 2001 г.;
- С. Кедрина, Этот терпкий привкус годов, «Московский литератор» , № 7, апрель, 2006 г.

### Переводы
Перевел с английского языка романы, которые вышли в издательстве «АСТ», в том числе:
- Бакстер М. Небо на ладони (2003)
- Браун С. По своей воле (1997); Дитя четверга (1997)
- Брискин Ж. Всё и немного больше (1996)
- Бойл Э. Герой моего романа (2005)
- Деверо Дж. Горный цветок (2007)
- Джеффрис С. В постели с принцем (2007)
- Джойс Б. Опасное влечение (2002)
- Джонсон С. и др. Соблазнительное пари (2001)
- Донован К. Навстречу любви (2003)
- Дрейк Ш. Неистовая принцесса (1995); Приди, рассвет (2000)
- Карр Дж. Из жизни звезд (1995)
- Квик А. Сюрприз (1997); Кольца Афродиты (1998); Компаньонка (2005)
- Куин Дж. Ярче солнца (2000)
- Линдсей Дж. Ангел во плоти (1996); Милая плутовка (1998)
- Литтон Дж. Вернись ко мне (2003)
- Лонг Дж. Э. Танец страсти (2008)
- Лоуэлл Э. Только он (1994); Только моя (1994); Только ты (1994); Только любовь (1996); Зимний огонь (1997)
- Лоуренс С. Идеальный любовник (2004)
- Паркер Ю.- М. Великосветский скандал (2000)
- Пембертон М. Далекий берег (1999)
- Плейн Б. Пожар страсти (2001)
- Пулитцер Р. Тайны Палм-Бич (2000)
- Рич М. Л. Отважный спаситель (2000)
- Робинс С. Скандальные намерения (2004)
- Роджерс Р. Ночная бабочка (1998)
- Сент-Джайлс Дж. Его тайные желания (2007)
- Смит Б. Д. Невинная грешница (2003)
- Стоун К. Светлая полночь (2002)
- Фауст Р. Когда она была плохой (1996)
- Флурной Ш. Безрассудное желание (1998)
- Хантер М. Неисправимый грешник (2006)
- Хармон Д. Сущий дьявол (2002)
- Хингстон С. Как поцеловать героя (2001)
- Хилл С. Миссис де Уинтер (2000)
- Хоккинс К. Похищенный жених (2008)

Многие из перечисленных романов неоднократно переиздавались в последующие годы.
В 2008 издал «Новый полный биографический словарь русских художников» (М., «Эксмо»), включающий свыше 2700 живописцев, графиков, иконописцев, миниатюристов, граверов, скульпторов, медальеров, мозаичистов России с древнейших времен до второй половины XX века. Словарь содержит также статьи о писателях, ученых, декабристах, оставивших заметный след в русском изобразительном искусстве.